# Сонуаська порода
Сонуаська порода, або сонуаз (фр. Saosnoise) — порода великої рогатої худоби м'ясного напряму продуктивності. Виведена на північному заході Франції. Як породу затверджено у 2000 році. Назва породи пов'язана з природним регіоном Сонуа (фр. Saosnois) в межах департаменту Сарта.

## Історія
У XVIII столітті на північному заході Франції — у герцогстві Мен та провінціях Анжу і Турень — була широко розповсюджена молочна манська (мансельська) порода (фр. Mancelle, від фр. Le Mans — Ле-Ман) великої рогатої худоби. У XIX столітті великі землевласники провінції Анжу схрещували манську худобу з англійською даремською (теперішня шортгорнська), створивши в результаті породу мен-анжу. Натомість чистокровна манська худоба потроху зникала. У 1894 році у департамені Сатра робилася спроба відновити первісну манську породу. У 1920-х роках було зареєстровано «дарем-ман-нормандську» породу, яку заводчики назвали «сонуаською». У 1939 році було створено Товариство селекціонерів сонуаської породи (фр. Société des Eleveurs de la race bovine du Saosnois). Розвиток породи був призупинений Другою світовою війною та післявоєнною політикою обмеження кількості порід у Франції, здійснюваної з ініціативи генерального інспектора сільського господарства Едмона Кютета (фр. Edmond Quittet). У 1950-х — 1980-х роках власники саонеської худоби продовжували неофіційно обмінюватися худобою для схрещування. В ці роки робилися обмежені схрещування також з бугаями нормандської породи та породи мен-анжу. У 1997 році створено Союз сонуаської породи (фр. Syndicat de la race bovine Saosnoise.), а у наступному, 1998 році, Інститутом тваринництва, Союзом селекціонерів та іншими організаціями створено програму зі збереження й розвитку породи. У 2000 році породу визнано Міністерством сільського господарства Франції.
У 2010 році налічувалося 1542 корови цієї породи, що утримувалися у 83 стадах.

## Опис
Масть тварин червоно-біло-строката, світло-руда і майже повністю біла. Взагалі, забарвлення має широкий діапазон варіантів, в основі яких лежать комбінації білого і світло-червоного кольорів. Худоба велика, середній зріст корів — 140 см, жива маса бугаїв — 1000—1300 кг, корів — 800 кг. Худоба характеризується м'яким характером, добрим перенесенням перепадів температур. Корів використовують переважно для підсисного годування, але також намагаються зберегти їхній молочний потенціал.

## Поширення
Худоба сонуаської породи поширена переважно на північному заході Франції, у районі збігу кордонів Бретані, Нижньої Нормандії та Пеї-де-ла-Луар.

## Виноски
1. 1 2 3 4 5  Saônaise. // Valerie Porter, Lawrence Alderson, Stephen J.G. Hall, D. Phillip Sponenberg (2016). Mason's World Encyclopedia of Livestock Breeds and Breeding [Архівовано 21 грудня 2016 у Wayback Machine.] (sixth edition). Wallingford: CABI. — P. 290. ISBN 9781780647944. (англ.)
2. 1 2 3  Race bovine Saosnoise. Сайт "Races de France" http://www.racesdefrance.fr. Maison Nationale des Éleveurs. Архів оригіналу за 10 травня 2016. Процитовано січень 2017. {{cite web}}: Зовнішнє посилання в |work= (довідка) [Архівовано 10 травня 2016 у Wayback Machine.] (фр.)